# أنتونينو باريلا
أنتونينو باريلا (بالإيطالية: Antonino Barillà)‏ (مواليد 1 أبريل 1988) هو لاعب كرة قدم إيطالي محترف يلعب كلاعب خط وسط.